# Rainier Wolfcastle
Rainier Luftwaffe Wolfcastle (stem gedaan door Harry Shearer) is een personage uit de animatieserie The Simpsons.

## Profiel
Wolfcastle is gebaseerd op Arnold Schwarzenegger. Hij is net als Arnold een acteur en politicus, en praat met een Duits/Oostenrijks accent. Hij was ooit getrouwd met een vrouw genaamd Maria Kennedy Shriver Quimby (een parodie op Schwarzenegger's vrouw Maria Shriver).
Wolfcastle is een veteraan uit vele gewelddadige actiefilms, vooral de McBain filmserie (niet te verwarren met de gelijknamige echte film). Er wordt geregeld gesuggereerd dat zijn acteercarrière erop achteruit is gegaan sinds een film over "een magisch kaartje" (een parodie op de film Last Action Hero). Hij lijkt voortdurend te kampen met overgewicht, maar probeert dit goed te praten met het excuus dat hij aan moet komen voor een nieuwe filmrol. Zijn films zijn vrijwel allemaal kritische mislukkingen.
Volgens verschillende Simpsons afleveringen begon Wolfcastle zijn acteercarrière als een kind in Oostenrijk, waar hij in een zeer lange reclame voor bratwurst speelde. Rond dezelfde tijd begon hij met bodybuilding, en zijn fysieke uiterlijk gaf hem een rol in verschillende pornofilms.

## Geschiedenis van het personage
Het personage werd oorspronkelijk in zowel de serie als door de producers McBain genoemd, overgenomen uit een reeks fictieve actiefilms binnen de wereld van de Simpsons. Korte tijd kon deze naam echter niet worden gebruikt aangezien er een gelijknamige film uitkwam. Daarom werd de naam Rainier Wolfcastle bedacht.
De naam "Wolfcastle" kan mogelijk refereren aan de Castle Wolfenstein videospelserie. Het kan ook refereren aan de Duitse stad Wolfsburg of Wolfsschanze.
Rainier is een veelgebruikte naam in Duitsland. De naam is echter waarschijnlijk overgenomen van Mount Rainier, een grote vulkaan tussen Portland, Oregon en Seattle, Washington. Dit omdat de meeste namen uit de Simpsons zijn overgenomen van straten en geografische plaatsen in en rond Portland.

## Banen
Rainier Wolfcastle is in verschillende Simpsons-afleveringen een presentator geweest tijdens de uitreiking van de Academy Awards. Verder was hij woordvoerder van de Powersauce energiereep, een scheidsrechter van de wedstrijd "How Low Will You Go" van het radiostation KBBL, en presenteerde een kortlopende talkshow.
Naast zijn acteerwerk in de McBain-serie speelde Wolfcastle ook de rol van Radioactive Man in een geplande live-actionfilm van de stripserie.
Rainier lijkt ook politieke ambities te hebben, daar hij in de aflevering See Homer Run burgemeester van Springfield wilde worden. Hij heeft nog geen poging gedaan om gouverneur te worden, terwijl Arnold Schwarzenegger wel al gouverneur is geweest.

## Fictieve filmografie
Rainier heeft in de volgende fictieve films gespeeld:
- McBain (1990)
- McBain 2: You Have The Right To Remain Dead (1992)
- McBain 3: Today We Kill, Tomorrow We Die (1993)
- McBain 4: Fatal Discharge (1994)
- McBain 5: The Final Chapter (2004)
- McBain in the spot light
- Radioactive Man
- Mrs. Mom
- Jaws of Life
- The Real Deal
- Total Explosion
- Father of the Presi-Bot
- I Shoot Your Face
- I Shoot Your Face Again
- Frankenberry: The Movie Two - The Frankenberry Wears Prada
- Eenie Meeni Miney, Die
- Undercover Nerd
- My Baby is an Ugly Man
- McBain: Let's Get Silly
- The Incredible Shrinking McBain
- Help! My Son is a Nerd

Homer Simpson · Marge Simpson · Bart Simpson · Lisa Simpson · Maggie Simpson · Abraham Simpson · Patty en Selma Bouvier · Jacqueline Bouvier · Mona Simpson · Santa's Little Helper · Snowball II · Familie Bouvier
Jasper Beardley · Comic Book Guy · Eddie en Lou · Maude Flanders · Ned Flanders · Professor Frink · Barney Gumble · Julius Hibbert · Lionel Hutz · Eerwaarde Lovejoy · Kapitein Horatio McCallister · Hans Moleman · Bleeding Gums Murphy · Apu Nahasapeemapetilon · Mayor Joe Quimby · Dr. Nick Riviera · Agnes Skinner · Cletus Spuckler · Squeaky Voiced Teen · Disco Stu · Moe Szyslak · Kirk Van Houten · Luann Van Houten · Chief Clancy Wiggum
Gary Chalmers · Rod en Todd Flanders · Jimbo Jones · Kearney · Edna Krabappel · Otto Mann · Nelson Muntz · Martin Prince · Seymour Skinner · Milhouse Van Houten · Ralph Wiggum · Groundskeeper Willie · andere studenten
Montgomery Burns · Carl Carlson · Lenny Leonard · Waylon Smithers
Itchy en Scratchy · Kent Brockman · Krusty de Clown · Troy McClure · Rainier Wolfcastle · Radioactive Man
Snake · Kang & Kodos · Sideshow Bob · Fat Tony
Treehouse of Horror
Bart vs. the World · Bart Simpson's Escape from Camp Deadly · The Simpsons Arcadespel · Bart vs. the Space Mutants · Bart's House of Weirdness ·Bart vs. The Juggernauts · Krusty's Fun House · Bartman Meets Radioactive Man · Bart's Nightmare · The Itchy and Scratchy Game · Virtual Bart · Bart and the Beanstalk · Itchy & Scratchy in Miniature Golf Madness · Cartoon Studio · Virtual Springfield · Night of the Living Treehouse of Horror · Bowling · Wrestling · Road Rage · Skateboarding · Hit & Run · The Simpsons Game · The Simpsons: Tapped Out
The Simpsons · The Simpsons Pinball Party
Strips: Simpsons Comics · Bart Simpson serie · Itchy & Scratchy Comics · Bart Simpson's Treehouse of Horror · Futurama/Simpsons Infinitely Secret Crossover Crisis
Tijdschrift: Simpsons Illustrated
Boeken: Bart Simpson's Guide to Life · Family Album · Library of Wisdom · Complete Guides · Planet Simpson · The Simpsons and Philosophy
Actiefiguurtjes: World of Springfield
The Simpsons Movie
Bankgrap ·
Canyonero · 
D'oh! · 
Duff Beer · 
Schoolbordgrap · 